# Timothy Pickering
Timothy Pickering (Salem, 17 luglio 1745 – Salem, 29 gennaio 1829) è stato un politico statunitense, 3° Segretario di Stato sotto le presidenze di George Washington e Jhon Adams e segretario alla Guerra sotto George Washington.

## Biografia
Fu il terzo segretario di Stato degli Stati Uniti, durante la presidenza di George Washington (1º presidente) prima e la presidenza di John Adams (2º presidente) poi. Proveniva da una famiglia numerosa (i suoi genitori Deacon Timothy e Mary Wingate Pickering ebbero nove figli).
Nel gennaio 1766, Pickering venne nominato tenente della milizia della Contea di Essex, venendo poi promosso capitano 3 anni dopo. Nel 1769 scrisse un articolo dove parlava delle sue idee sull'esercito, opera che fu poi pubblicata nel 1775.
Fra gli altri accadimenti che lo coinvolsero, importante fu quello riguardante gli Alien and Sedition Acts, una serie di quattro leggi importanti e molto discusse all'epoca, in particolare l'Alien Act, con la quale il presidente poteva espellere qualunque straniero che si trovava nel suolo statunitense a patto che fosse ritenuto pericoloso. Pickering era a favore di questa legge e premeva che venisse utilizzata maggiormente, mentre per i due anni che rimase in vigore non ne venne fatto particolare uso.
Lavorò come Ministro degli Esteri, finendo destituito dal Gabinetto insieme al Ministro della Guerra dell'epoca, James McHenry, azione che costò a John Adams la mancata rielezione nel 1800.
In occasione dell'acquisto della Louisiana fu tra i maggiori oppositori capeggiando il gruppo di federalisti.
Timothy Pickering, all'epoca senatore del Massachusetts, stava pianificando una secessione con l'intento di creare una confederazione del nord affidandone la presidenza al vicepresidente Aaron Burr, ma il tentativo fallì.